# Mala Stupa
Mala Stupa je nenaseljeni hrvatski jadranski otočić. Pripada Korčulanskom otočju, u Pelješkom kanalu, a nalazi se oko 1.2 km od Orebića.

## Vanjske poveznice
|  | Zajednički poslužitelj ima još gradiva o temi Mala Stupa |